# Guilad Schalit
Guilad Schalit (hebreo: גלעד שליט, Gilad Shalit, nacido en Nahariya, Israel, el 28 de agosto de 1986) es un militar de las Fuerzas de Defensa de Israel, que fue capturado por un grupo de militantes de Hamás el 25 de junio de 2006. En el momento de la captura Schalit tenía el rango de cabo, pero posteriormente fue ascendido a sargento mayor.
La responsabilidad del ataque contra la base del ejército israelí en el que fue apresado fue reivindicada conjuntamente por las Brigadas de Ezzeldin Al-Qassam (brazo armado de Hamás), el brazo armado de los Comités de Resistencia Popular y un grupo autodenominado Ejército del Islam, que pedían la liberación de presos palestinos. La base militar atacada estaba en el lado israelí de la valla que separa la Franja de Gaza de Israel; en el ataque murieron otros dos guerrilleros palestinos y dos soldados israelíes, el teniente Hanan Barak, y el sargento Pavel Slutzker y un tercero resultó herido.
La captura de Guilad Schalit es mencionada a menudo como un secuestro, debido a que no se le ha garantizado ninguno de los derechos recogidos bajo la Tercera Convención de Ginebra para soldados capturados, que les da derecho a recibir la visita del Comité Internacional de la Cruz Roja para comunicarse con los miembros de su familia. Además, Hamás solicitó un rescate, aunque no de carácter monetario, para su puesta en libertad.

## Reseña biográfica
Guilad Schalit nació el 28 de agosto de 1986 en Nahariya, Israel, y creció desde los dos años en Mitzpé Hilá, en la zona occidental de Galilea. Se graduó con distinciones en la Manor Kabri High School. Comenzó su servicio militar en las Fuerzas de Defensa Israelíes en julio de 2005, y "a pesar de un bajo perfil médico, prefirió servir en una unidad de combate, siguiendo los pasos de su hermano mayor Yoel". Schalit tiene doble ciudadanía Israelí y francesa por su familia, de ese origen.
Desde su captura, Guilad Schalit se convirtió en una posible pieza de negociación para Hamás frente al gobierno israelí, conocido por la prioridad que pone en el rescate de ciudadanos detenidos por organizaciones antiisraelíes. Según publicó el Comité Internacional de la Cruz Roja, hasta el 10 de diciembre de 2008 no habían podido visitar a Schalit ni restablecer el contacto entre el prisionero y su familia.
Posteriormente, en el año 2009, se ha visto pruebas gráficas que demuestran que está vivo y que no murió en los bombardeos israelíes de enero de ese mismo año en Gaza.

## Situación de la presencia israelí en Palestina y captura de Guilad Schalit

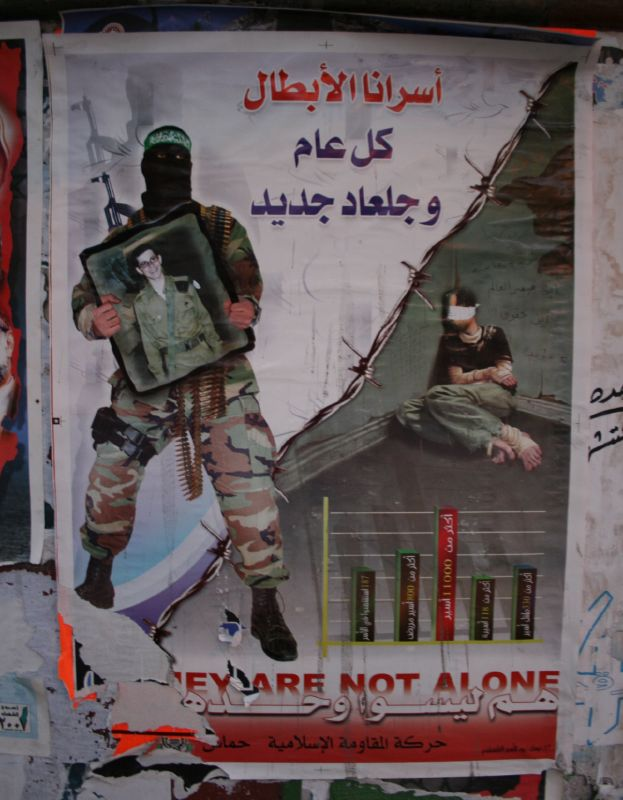
Póster

Con la victoria de Hamás, Israel decretó un bloqueo en Gaza. Hamás y otras organizaciones palestinas  lanzaban periódicamente misiles hasta que hubo un acuerdo tácito de interrumpir esos lanzamientos a cambio de la disminución del bloqueo israelí a Gaza. El alto el fuego que Hamás había mantenido desde febrero de 2005 se vio roto el 10 de junio de 2006. Un día antes, siete personas, entre ellas tres niños, murieron en una playa al norte de la Franja de Gaza bajo el ataque de cañoneras israelíes, y entre treinta y cincuenta personas resultaron heridas, según informaron funcionarios palestinos. El ejército israelí negó los ataques, y anunció una investigación interna —no judicial— al respecto. El día anterior un alto funcionario palestino, Jamal Abu Samhadana, comandante de los Comités Populares de Resistencia, fue asesinado por un ataque aéreo israelí en Rafah, al sur de la Franja de Gaza. El presidente de la Autoridad Nacional Palestina, Mahmoud Abbas, denunció "sangrientas masacres" y decretó tres días de luto nacional. Desde Naciones Unidas se pidió que se iniciara una investigación y se recordó la necesidad de evitar derramamientos de sangre. Tras anunciar la ruptura de la tregua el día anterior, el 10 de junio militantes de Hamás lanzaron ataques con cohetes de fabricación casera contra la población israelí de Ascalón, sin que se reportaran daños ni heridos.
El 11 de junio Israel respondió con dos ataques aéreos, declarando que la ofensiva intentaba interceptar militantes que se dirigían a lanzar cohetes contra Israel. Hamás anunció que dos personas murieron en el primero de ellos, cerca de la ciudad de Beit Lahiya. Más tarde, residentes de Gaza dijeron que se llevó a cabo otro ataque, que destruyó un automóvil hiriendo levemente al conductor. El brazo militar de Hamás declaró haber lanzado varios cohetes, uno de los cuales dejó un herido israelí.
Dos días después el por entonces ministro de Defensa de Israel, Amir Péretz, dijo que la investigación interna realizada por su gobierno mostraba que la explosión de la playa no pudo ser causada por un obús israelí, como se había dicho. La investigación se centró en el disparo de seis obuses, de los cuales el ejército aseguró que cinco aterrizaron a unos doscientos cincuenta metros de la playa donde estaba la familia que falleció. Aunque uno de los proyectiles se desvió aparentemente de su objetivo, el ejército israelí señaló que la explosión que impactó a la familia en la playa ocurrió por lo menos ocho minutos después. Sin embargo un informe del grupo de derechos humanos estadounidense Human Rights Watch señalaba que era probable que las muertes hubieran sido producto de un bombardeo israelí: "Toda la evidencia apunta a que un proyectil de 155 milímetros acabó con la vida de esta familia", y añadían "es probable que se trató de fuego de artillería disparado por los israelíes desde el norte de Gaza y que aterrizó en la playa". El mismo día 13 de junio, el ejército israelí dio su versión, confirmando el ataque contra un automóvil en Gaza, "un vehículo que se dirigía a lanzar cohetes contra Israel", en el que murieron al menos once palestinos, entre ellos dos niños, y una veintena resultaron heridos.
El 25 de junio un grupo de milicianos cruzó la valla que separa la franja de Gaza de Israel, atacó un puesto militar -matando a otros dos soldados israelíes- y capturó a Guilad Schalit. (ver op. cit)
Israel responsabilizó a Jaled Meshal del secuestro.

## Intento de rescate: la Operación Lluvia de Verano
La Operación Lluvia de Verano (hebreo: מבצע גשמי קיץ, Mivtza Gishmey Kayitz) es el nombre de la operación militar israelí en la Franja de Gaza, que se inició tres días después del secuestro de Guilad Schalit. Representó la mayor movilización de las Fuerzas de Defensa de Israel (movilizó a miles de soldados) en la Franja de Gaza desde la retirada de Israel en septiembre de 2005.
Anunciada como una gran operación antiterrorista, pretendía aparte del rescate de Schalit, neutralizar el lanzamiento de cohetes Qassam sobre poblaciones israelíes, destruir los túneles utilizados para el contrabando de armas y paso de terroristas en la frontera entre Gaza y Egipto y destruir la infraestructura palestina en lo que se denomina jurídicamente castigo colectivo. No hay datos sobre el número de proyectiles palestinos lanzados desde la segunda intifada y fuentes israelíes y estadounidenses estiman que alrededor de 1300 cohetes fueron lanzados contra Israel desde el inicio de la segunda Intifada.
Comenzó con bombardeos sobre diversos objetivos en Gaza (puentes, la única central eléctrica y oficinas de la Autoridad Palestina, entre otros). Desde la segunda semana de julio el ejército de Israel ocupó el centro de la Franja de Gaza, partiendo en dos ese territorio palestino. También hubo arrestos de oficiales, ministros y diputados de Hamás en Cisjordania. La ofensiva finalizó con un alto al fuego el 26 de noviembre de ese mismo año. En total, la Operación Lluvia de Verano dejó 405 palestinos muertos, 243 de los cuales eran civiles. Por otra parte, 5 soldados y seis civiles israelíes murieron, y alrededor de 40 israelíes resultaron heridos. 
Según fuentes de B'Tselem, desde el secuestro de Guilad Schalit hasta finales de agosto de 2006 murieron doscientos veintiséis palestinos, cincuenta y cuatro de ellos menores de edad, en la Franja de Gaza. De ellos, más de la mitad (concretamente ciento catorce, incluidos cuarenta y seis menores de edad) no participaban en las hostilidades cuando fueron muertos.

## Conflicto de la Franja de Gaza de 2008-2009
Dos años después, Hamás mantenía prisionero en Gaza a Guilad Schalit, siendo el único prisionero israelí aún en manos del movimiento, y uno de los tres ciudadanos israelíes - junto a Ehud Goldwasser y  Eldad Regev, que fueron capturados por organizaciones paramilitares palestinas. Fuentes no oficiales de Hamás declararon que Schalit resultó herido en los bombardeos israelíes. Dada la importancia de Schalit como pieza de intercambio, el ejército israelí desestimó esta información, a la vez que responsabilizó a Hamás de todo lo que pudiera ocurrirle al prisionero durante la acción militar. Según declaraciones del ministro de relaciones exteriores de Egipto, Ahmed Aboul Gheit, Guilad Schalit era tratado bien por sus captores, pero la operación militar israelí sobre Gaza podría obstaculizar las negociaciones para su liberación.

## Video
Como muestra de que seguía vivo, el 2 de octubre de 2009 Hamás entregó un video a Israel a cambio de la liberación de veinte presas palestinas. En el video aparecía Schalit en buen estado físico y mental, leyendo un periódico palestino del 14 de septiembre.

## Acuerdo para el intercambio
En octubre de 2011, Israel llegó a un acuerdo con Hamás para la liberación de alrededor de un millar de presos palestinos a cambio del retorno de Schalit a Israel. Se acordó que el canje se realizase por fases y con la mediación de Egipto.
 
Pese a las manifestaciones en contra de decenas de ultraderechistas y víctimas del terrorismo, el Consejo de Ministros de Israel ratificó el acuerdo por amplia mayoría (26 a favor, 3 en contra) la madrugada del 11 de octubre. Poco después, Mahmud Abás, presidente de la Autoridad Nacional Palestina, lo confirmaba durante una conferencia de prensa en Caracas, tras una reunión con el presidente venezolano. 
Noam Schalit, padre del soldado, felicitó al Gobierno tras ver aprobado el acuerdo «por la valerosa decisión» y al primer ministro israelí «por el liderazgo que ha demostrado».
El 18 de octubre de 2011 Schalit fue entregado por las autoridades de Hamás en Gaza a representantes de la Cruz Roja y funcionarios egipcios en el paso fronterizo de Rafah; posteriormente fue entregado a Israel y trasladado a Kerem Shalom. Israel excarceló a 477 presos palestinos, en la primera fase del canje acordado con Hamás. Schalit ha declarado que espera que «este canje pueda servir para conseguir la paz entre israelíes y palestinos y reforzar la cooperación».